# 夏目純
夏目 純（なつめ　じゅん、1959年10月3日 - ）は、日本の女性作詞家である。千葉県千葉市出身。1985年に作家デビューし、尾崎亜美、都志見隆らとの楽曲を多数発表している。代表作として、中西保志の「最後の雨」、岡田有希子の「二人だけのセレモニー」、石田ひかりの「二人の関係（リエゾン）」がある。同名の1948年生のドラマー、夏目書房の創業者、AV女優とは別人である。

## 来歴
1985年
岡田有希子の4th.シングル『二人だけのセレモニー』の表題曲を提供して作家デビューする。オリコン週間チャート4位を記録する。以降は若林加奈、志村香など女性アイドル歌手の作曲を手掛けるシンガーソングライター・尾崎亜美との作品提供が続く。
1986年
上田浩恵のデビューシングル『ソロ・サピエンス』の表題曲を手掛け、オリコン週間チャート32位を記録する。以降2作のシングル表題曲を手掛け、ダイハツLeezaのテレビコマーシャルソングとなる。OVA『憶病なヴィーナス』の主人公・架空アイドル「桐田祐美子」を演じる岡本舞子が歌う主題歌「100What☆?!Girl」を手掛ける。堀ちえみ、新田恵利へ作品提供する。
1987年
仁藤優子のデビューシングル『おこりんぼの人魚』の表題曲を提供し、よみうりテレビ1987年サマーキャンペーンソングとなる。オリコン週間チャート13位を記録する。上田浩恵、佐倉しおりの作品を手掛ける。
1988年
石田ひかりの4th.シングル『二人の関係（リエゾン）』、真璃子の9th.シングル『届かなかったAIR MAIL』の各表題曲を提供する。山口由子のデビューシングル『幾千の涙を贈りたい』表題曲が、東映映画「ビー・バップ・ハイスクール高校与太郎完結編」主題歌となる。
1989年
山口由子のデビューアルバム『Pages of Time』を全曲、2nd.アルバム『Natare』収録10曲中8曲を作詞する。酒井法子のシングル、アルバムに作品提供する。
1992年
中西保志の2nd.シングル『最後の雨』の表題曲を手掛ける。オリコン週間チャート16位を記録してロングセラーの結果、最終的には90万枚のヒットを記録する。以降4年間、5枚のアルバム制作に携わる。やまだかつてないWINKに作品提供する。
1994年
前年に続いて、中村雅俊に作品提供する。
1995年
西田ひかるの18th.シングル『C'mon3!』表題曲を提供し、TBSテレビ系ドラマ『夏!デパート物語』主題歌となる。オリコン週間チャート24位を記録する。
1996年
前年にも提供した郷ひろみのシングル『く・せ・に・な・る』『Don't leave you alone』の2作を手掛け、同時発売する。
1999年
前川清が中西保志の『最後の雨』をカバーし、アルバム『バラードセレクション 明日に』に収録。以降、他アーティストによりカバーされている。
2010年
石原詢子と国安修二が1994年のシングル『何も始まらないなら』をカバー。11月2日付のUSEN週間リクエストチャートで1位を獲得した。
2013年
共同制作していた尾崎亜美が公式ブログで夏目について触れ、「純、元気にしてるかな。」としばらく音信がないことを明らかにしている。

## 人物

### キャラクター
- 作家デビュー以来の盟友、シンガーソングライター・尾崎亜美によれば、「「逆さ走り」が強烈に速い友人」。「わたしより小柄なのに信じられないくらい速く走るのです。後ろ向きに。怖くないのかなーといつも思っていた」[3]。

## 提供したアーティスト・作品

### あ行
- 石原じゅんこ＆国安修二
  - 「何も始まらないなら」（企画シングル表題曲。2010年10月27日。アルバム『石原詢子 最新ヒット全曲集2012』収録。）
- 石田ひかり
  - 「二人の関係（リエゾン） 」（4th.シングル表題曲。3rd.アルバム『White Virgin』収録曲。1996年4月21日EP。6月21日LP。）
- 上田浩恵
  - 「ソロ・サピエンス」（1st.シングル表題曲。1st.アルバム『PLACE IN THE SUN』収録曲。ダイハツ「Leeza」テレビコマーシャルソング。1986年11月28日EP。1987年4月21日LP。）
  - 「夏のコラージュ」（1st.シングル『ソロ・サピエンス』収録曲。1st.アルバム『PLACE IN THE SUN』収録曲。1986年11月28日EP。1987年4月21日LP。）
  - 「夢追いスナイパー」（2nd.シングル表題曲。1st.アルバム『PLACE IN THE SUN』収録曲。ダイハツ「Leeza」テレビコマーシャルソング。1987年3月21日EP。4月21日LP。）
  - 「MAGICAL MOONLIGHT」」（3rd.シングル表題曲。1st.アルバム『PLACE IN THE SUN』収録曲。ダイハツ「Leeza」テレビコマーシャルソング。1987年4月21日LP。7月21日EP。）
  - 「DECEMBER」（2nd.アルバム『blew』収録曲。1987年11月21日。）
  - 「WINDS OF LOVE」（2nd.アルバム『blew』収録曲。1987年11月21日。）
  - 「A BLANK IN TIME」（2nd.アルバム『blew』収録曲。1987年11月21日。）
  - 「ときめき未来系」（5th.シングル表題曲。フジテレビ『FNN』キャンペーン・ソング。1988年3月21日。）
  - 「風の少年」（5th.シングル『ときめき未来系』収録曲。1988年3月21日。）
- 岡田有希子
  - 「二人だけのセレモニー」（4th.シングル表題曲。2nd.アルバム『FAIRY』収録曲。 東芝「レッツチャット」テレビコマーシャルソング。1985年1月16日EP。3月21日LP。）
  - 「風の魔法で・・・」（2nd.アルバム『FAIRY』収録曲。1985年3月21日。）
- 岡本舞子
  - 「夜のアリア -Starlight Dreaming-」（5th.シングル『憶病なヴィーナス』収録曲。2nd.アルバム『ファッシネイション』収録曲。1986年2月21日EP。7月21日CD BONUS。）
  - 「100What☆?!Girl」（2nd.アルバム『ファッシネイション』収録曲。1986年7月21日LP。）

### か行
- 国安修二
  - 「何も始まらないなら」（5thシングル表題曲。1994年10月21日。）
- 郷ひろみ
  - 「SEVENTH HEAVEN」（32nd.アルバム『I Miss You 〜逢いたくてしかたない〜』収録曲。1995年7月1日。）
  - 「なにもかも忘れない」（ベスト・アルバム『THE GREATEST HITS OF HIROMI GO VOL.II 〜Ballads〜』収録曲。1995年11月22日。）
  - 「く・せ・に・な・る」（70th.シングル表題曲。33rd.アルバム表題曲。1996年4月12日EP。6月4日LP。）
  - 「甘い束縛」（70th.シングル『く・せ・に・な・る』収録曲。33rd.アルバム『く・せ・に・な・る』収録曲。1996年4月12日EP。6月4日LP。）
  - 「Don't leave you alone」（71st.シングル表題曲。33rd.アルバム『く・せ・に・な・る』収録曲。1996年4月12日EP。6月4日LP。）
  - 「裸の夢」（69th.シングル『どんなに君がはなれていたって』収録曲。33rd.アルバム『く・せ・に・な・る』収録曲。1996年4月12日EP。6月4日LP。）

### さ行
- 酒井法子
  - 「Dream Call」）」（10th.シングル『Love Letter』収録曲。5th.アルバム『Blue Wind 〜NORIKO Part IV〜』収録曲。1989年4月26日EP。1989年6月21日LP。）
  - 「想い出に帰りたい」（』収録曲。1989年6月21日。）
- 佐倉しおり
  - 「C'est moi（セモワ）」（1st.シングル『ZOOM』収録曲。1st.アルバム『Sigh･･････。』収録曲。1987年11月10日EP。1988年7月25日LP。）
- 志村香
  - 「ハートはサッカーボール」（2nd.シングル『星のシンフォニー』収録曲。1st.アルバム『FLAVOR』収録曲。1985年7月24日EP。9月21日LP。）

### な行
- 中西保志
  - 「最後の雨」（2nd.シングル表題曲、1st.アルバム『VOICE PEAKS』収録曲。1992年8月10日EP。9月21日LP。）
  - 「Merry-go-round」（1st.アルバム『VOICE PEAKS』収録曲。1992年8月10日EP。9月21日LP。）
  - 「夜を数えて」（1st.アルバム『VOICE PEAKS』収録曲。1992年8月10日EP。9月21日LP。）
  - 「捜せるはずさ」（1st.アルバム『VOICE PEAKS』収録曲。1992年8月10日EP。9月21日LP。）
  - 「想い出を閉じこめて」（3rd.シングル表題曲。2nd.アルバム『WARMIN'』収録曲。1993年7月21日LP。9月21日EP）
  - 「Just feel it !」（2nd.アルバム『WARMIN'』収録曲。1993年7月21日。）
  - 「千年前から見つめていた」（4th.シングル表題曲。2nd.アルバム『WARMIN'』収録曲。松竹映画「スペインからの手紙」主題歌。1993年7月21日LP。9月21日EP）
  - 「ジェラシーの向こう側」（3rd.アルバム『Truth』収録曲。1994年7月27日。）
  - 「LOVE TIDE」（3rd.アルバム『Truth』収録曲。1994年7月27日。）
  - 「夏の輪郭」（3rd.アルバム『Truth』収録曲。1994年7月27日。）
  - 「だから 憶えている」（7th.シングル表題曲。3rd.アルバム『Truth』収録曲。UCギフトカードテレビコマーシャルソング。1994年5月25日EP、7月27日LP。）
  - 「唇のかたち」（10th.シングル表題曲。4th.アルバム『PLEASURE』収録曲。1995年10月21日EP、11月10日LP。）
  - 「幸せのまえぶれ」（9th.シングル表題曲。4th.アルバム『PLEASURE』収録曲。TBS「日立 世界・ふしぎ発見!」エンディングテーマ。1995年7月21日EP、11月10日LP。）
  - 「Everlasting story」（9th.シングル『幸せのまえぶれ』収録曲。4th.アルバム『PLEASURE』収録曲。1995年7月21日EP、11月10日LP。）
  - 「Fine－フィーネ－」（4th.アルバム『PLEASURE』収録曲。1995年11月10日。）
  - 「君のせいじゃない」（5th.アルバム『I'm here』収録曲。1996年10月1日。）
  - 「悲しみのためじゃない」（11th.シングル表題曲。5th.アルバム『I'm here』収録曲。東海テレビ昼ドラマ「真夏の薔薇」主題歌。1996年7月20日EP。10月1日LP。）
- 中村雅俊
  - 「君しかいらない」」（27th.アルバム『Lovesongを贈りたい』収録曲。1993年3月21日。）
  - 「風もない週末」（28th.アルバム『HEART OF ENERGY』収録曲。1994年4月1日。）
  - 「星になるまで愛したい」（28th.アルバム『HEART OF ENERGY』収録曲。1994年4月1日。）
- 西田ひかる
  - 「C'mon3!」（18th.シングル表題曲、9th.アルバム『A FILE of LIFE』収録曲。TBSテレビ系ドラマ『夏!デパート物語』主題歌。1995年8月2日。）
- 新田恵利
  - 「内緒で浪漫映画（ラブストーリー）」（シングル表題曲、アルバム『ritardando』収録曲。1986年11月14日。）
  - 「銀色のスーベニール」（アルバム『ritardando』収録曲。1987年4月24日。）
- 仁藤優子
  - 「おこりんぼの人魚」（1st.シングル表題曲、1st.アルバム『SUMMER STREAM』収録曲。よみうりテレビ1987年サマーキャンペーンソング。1987年6月17日EP、10月21日LP。）
  - 「灼熱SEASON」（1st.シングル『おこりんぼの人魚』収録曲、1st.アルバム『SUMMER STREAM』収録曲。1987年6月17日EP、10月21日LP。）
  - 「星のフィナーレ」」（1st.アルバム『SUMMER STREAM』収録曲。1987年10月21日。）

### は行
- 堀ちえみ
  - 「素敵な休日」（20th.シングル表題曲、1986年10月21日。）

### ま行
- 真璃子
  - 「届かなかった AIR MAIL」（9th.シングル表題曲。1988年12月21日）

### や行
- 山口由子
  - 「幾千（せん）の涙を贈りたい」（1st.シングル表題曲。1st.アルバム『Pages of Time』収録曲。東映映画「ビー・バップ・ハイスクール高校与太郎完結編」主題歌。1988年12月10日EP、1989年4月10日LP。）
  - 「時間（とき）のページ」（1st.アルバム『Pages of Time』収録曲。1989年4月10日。）
  - 「夏生まれSummer Venus」（1st.アルバム『Pages of Time』収録曲。1989年4月10日。）
  - 「恋上手のMagician」（1st.アルバム『Pages of Time』収録曲。1989年4月10日。）
  - 「液体のダイアモンド」（1st.アルバム『Pages of Time』収録曲。1989年4月10日。）
  - 「Summer Windsを捜して」（1st.アルバム『Pages of Time』収録曲。1989年4月10日。）
  - 「Natale」」（3rd.シングル表題曲。2nd.アルバム表題曲。1989年11月28日LP、1990年4月25日EP。）
  - 「HEART BREAK FLASH」（2nd.アルバム『Natale』収録曲。1989年11月28日。）
  - 「（SUNDAY）BRUNCH TIME」（2nd.アルバム『Natale』収録曲。1989年11月28日。）
  - 「COME ON!」（2nd.アルバム『Natale』収録曲。1989年11月28日。）
  - 「不安な果実」（2nd.アルバム『Natale』収録曲。1989年11月28日。）
  - 「ベージュのハイヒール」（2nd.アルバム『Natale』収録曲。1989年11月28日。）
  - 「Try Again」（2nd.シングル『エレベーター・アクシデント』収録曲。2nd.アルバム表題曲。、1989年9月25日EP。11月28日LP。）
  - 「潮騒」（2nd.アルバム『Natale』収録曲。1989年11月28日。）
- やまだかつてないWINK
  - 「決心」（アルバム『Bloomin'』収録曲。1992年6月19日。」

### わ行
- 若林加奈
  - 「PIRA★星物語」（1st.シングル表題曲。1985年3月1日。）